# Петропавловская церковь (Кукмор)
Петропавловская церковь — однопрестольный храм Казанской епархии Татарстанской митрополии Русской православной церкви, единственный православный храм в городе Кукмор (Татарстан). Петропавловская церковь построена в 2005—2007 годах в память разрушенного в 1932 году одноимённого каменного храма XIX века.

## Территориальное расположение
Петропавловская церковь находится в центральной части города Кукмор, около Русского кладбища, по адресу: ул. Чернышевского, 17А.

## Архитектура
Петропавловская церковь построена из красного кирпича в форме крестово-купольного храма, в центре которого возвышается восьмигранный барабан с восьмью арочными световыми окнами по периметру. На вершине его купола установлена луковичная глава с крестом. Отходящие от центра четыре сводчатых рукава с полукруглым закомарами увенчаны крестами на небольших луковичных главах. Ниже закомар расположены круглые окна, помимо них стены с северной и южной сторон храма имеют по три арочных окна (центральные окна — более высокие). С западной стороны храма расположен вход с крыльцом, с восточной — апсида.
Здание оштукатурено. К моменту завершения строительства в 2007 году стены Петропавловской церкви имели светло-серый цвет, с кровлей синего цвета, а храмовый купол был выкрашен позолотой. В 2016 году храм получил новое цветовое оформление: стены его стали светло-голубыми, но отдельные элементы фасада сохранили прежнюю светло-серую расцветку; цвета кровли и купола остались прежними.

## История

### Деревянный храм (1765 — сер. XIX в.)
Первый храм в селе Кукмор появился в 1765 году. Это была деревянная Петропавловская церковь, построенная на средства владельцев Таишевского медеплавильного завода Асафа (Иосафа) Иноземцева и его дяди П. Н. Иноземцева. Впервые она упоминается в 1770 году в дневниковых записках капитана Н. П. Рычкова («Журнал или дневные записки путешествия капитана Рычкова по разным провинциям Российского государства»).
К 1810-м годам деревянная Петропавловская церковь стала приходить в ветхое состояние, в виду чего было принято решение строить вместо неё каменный храм. Но так как строительство последнего затянулось, деревянная церковь продолжала действовать до 1840-х годов, до открытия нового храма. К этому времени, несмотря на неоднократный ремонт, проводимый 1830-х годах, она пришла в полную ветхость.

### Каменный храм (1844—1932)

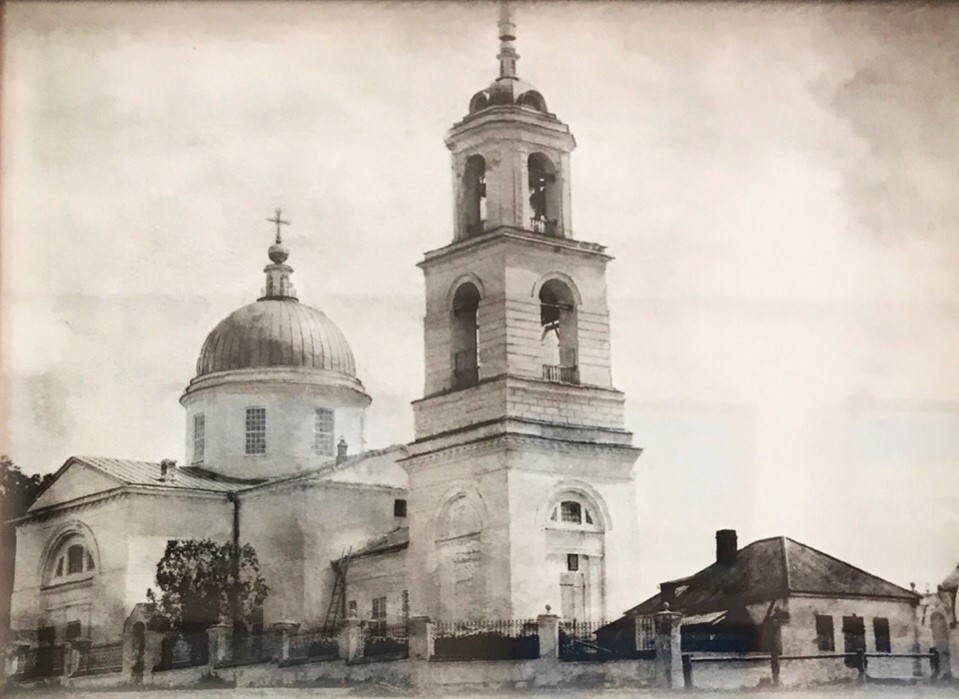
Петропавловская церковь XIX века, 1920-е годы

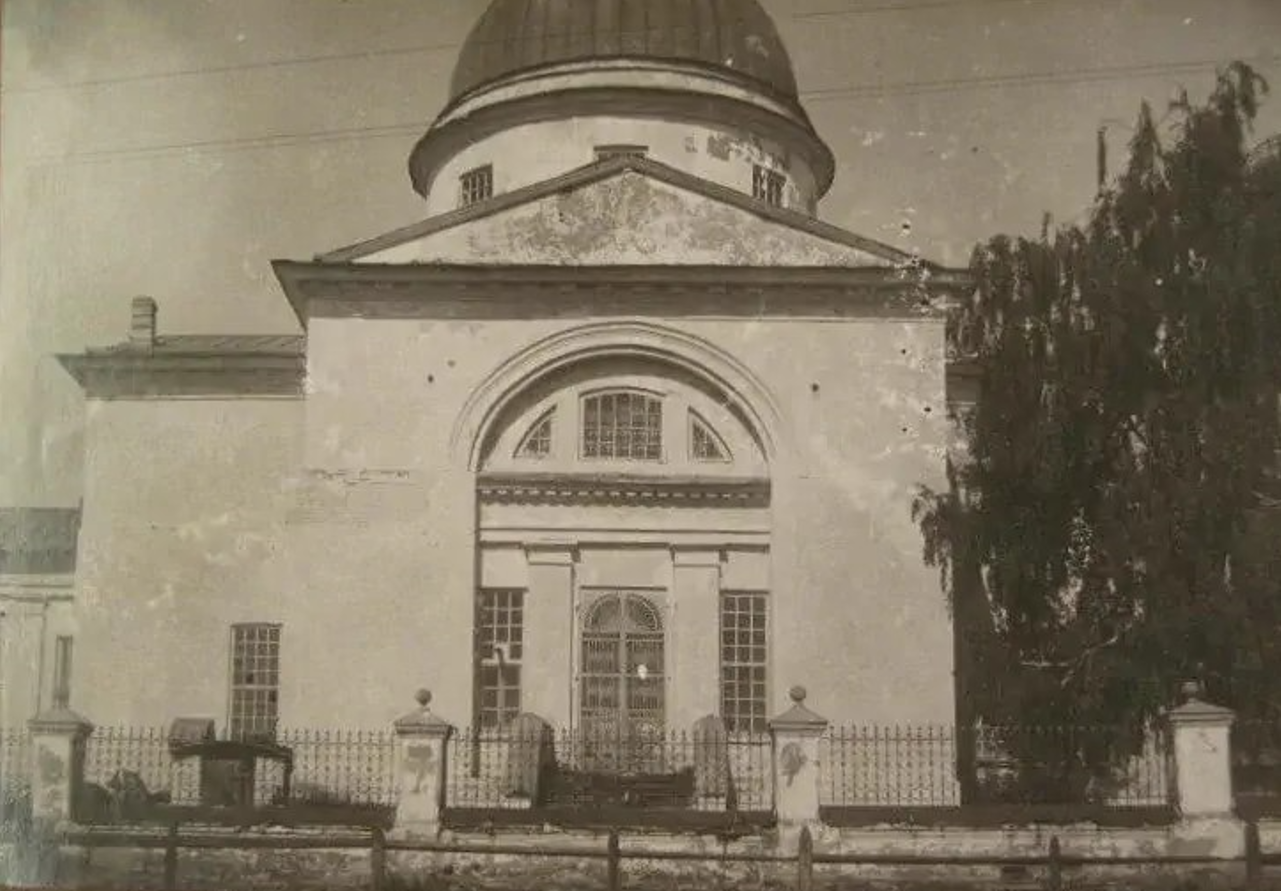
Петропавловская церковь XIX века: боковой фасад, 1920-е годы

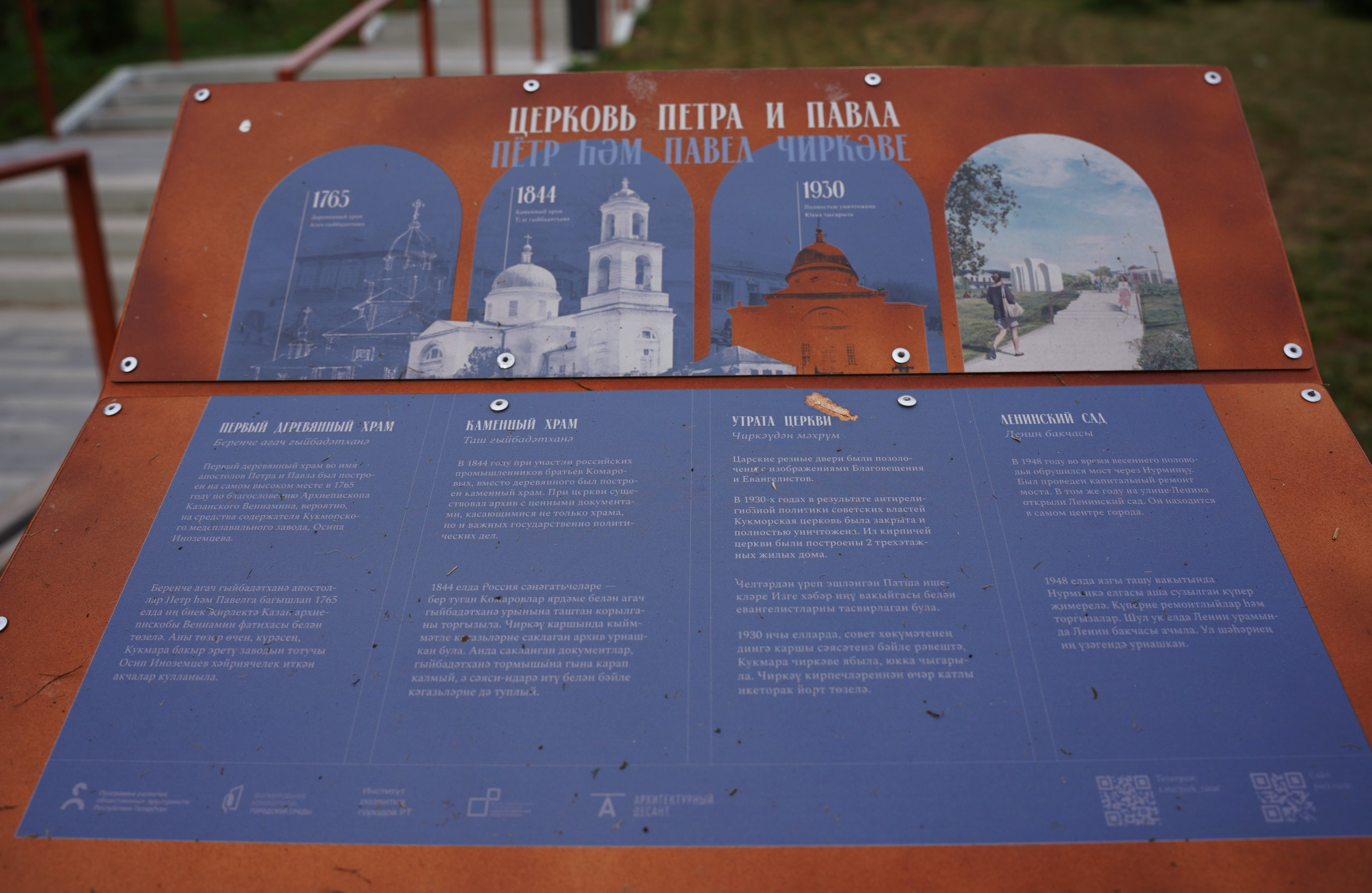
Стенд у Ленинского сада с информацией о Петропавловской церкви. (На данном стенде написано, что известные кукморские промышленники братья Комаровы якобы причастны к строительству в 1844 году каменной Петропавловской церкви, но это ошибочная информация. Они оказывали меценатскую поддержку этой церкви гораздо позже, в конце XIX — начале XX вв.)

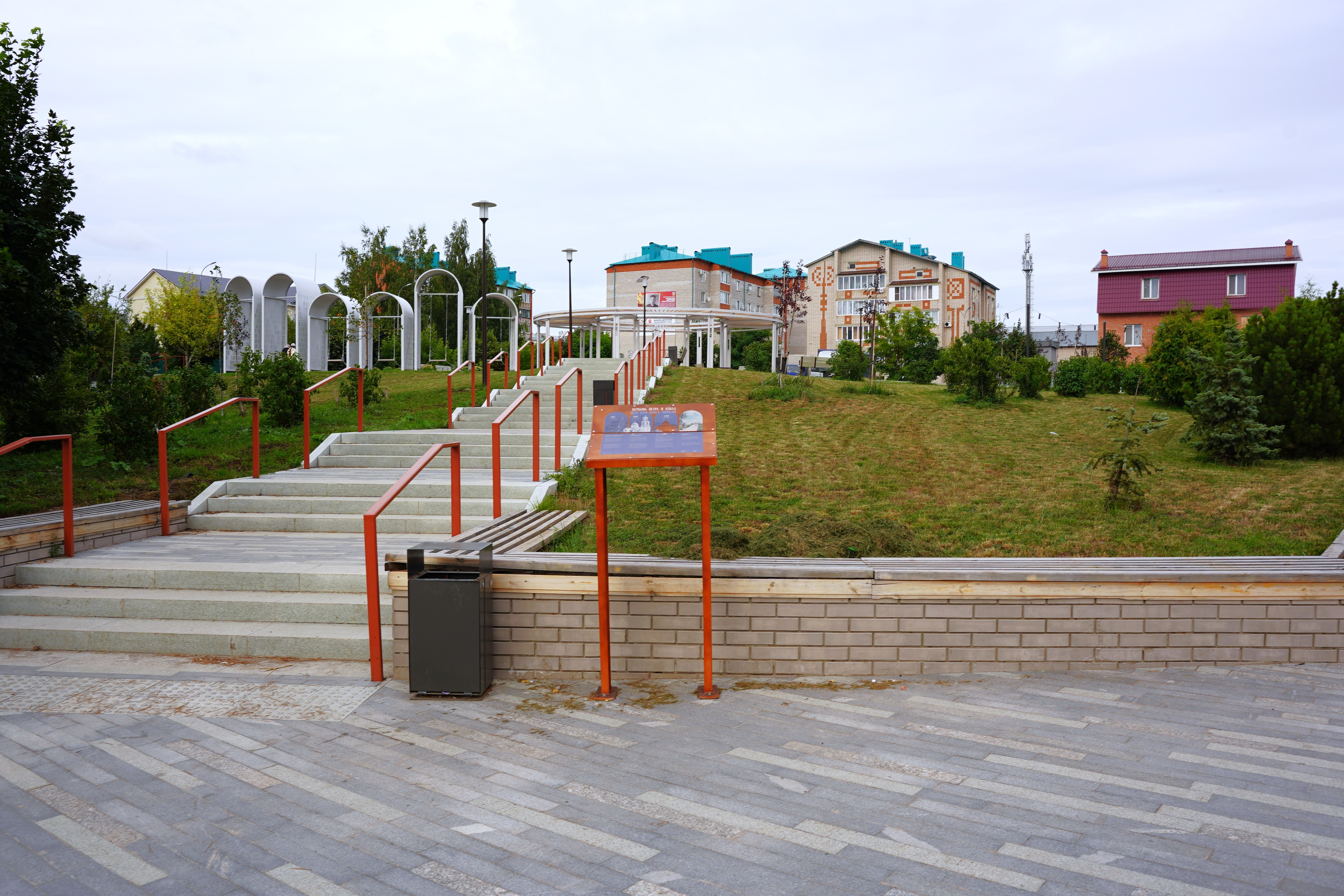
Современный вид Ленинского сада, где до 1932 года стояла Петропавловская церковь XIX века

Каменная Петропавловская церковь находилась на месте нынешнего Ленинского сада, расположенного между улицей Ленина и Рабочим переулком.
Её строительство началось в 1819 году и продолжалось до первой половины 1840-х годов. Затягивание строительства произошло из-за нехватки денежных средств, поэтому к 1828 году церковь была построена только наполовину. Достраивал храм новый владелец Таишевского медеплавильного завода временно-московский купец 1-й гильдии дворянин и кавалер Иван Ярцов.
К 1843 году каменная церковь в селе Кукмор была построена, а в 1844 году она была освящена во имя первоверховных апостолов Петра и Павла. Это был каменный храм с трапезной и колокольней. В его окончательном устройстве активное участие принимал горный исправник Александр Износков.
Позже в храме были устроены два придела (храм стал трёхпрестольным), освящённые в 1871 году: правый придел — в честь Вознесения Господня, левый — в честь Рождества Христова. Вокруг храма была построена непритязательная ограда, на месте которой 1884—1886 годах была возведена новая ограда; тогда же было построено новое одноэтажное здание караулки.
Внутри храма находился двухъярусный резной позолоченный иконостас с такими же резными и позолоченными Царскими вратами, украшенными изображениями Благовещения Пресвятой Богородицы и Евангелистами. Стены храма были расписаны ликами святых и сценами событий из Ветхого и Нового Завета. В 1895—1896 годах иконостас и стенная роспись были обновлены. В 1906 году на средства купца и старосты храма Николая Комарова иконостас и стенная роспись были снова обновлены, также была обновлена церковная утварь.
С установлением Советской власти и началом антирелигиозной пропаганды началось ущемление прав верующих. Сначала власти стремились перевести приход Петропавловской церкви в Кукморе под контроль обновленцев, но после того, как верующие проявили упорство в сохранении лояльности канонической церкви, храм был закрыт (вероятно, это произошло во второй половине 1920-х годов).
После закрытия храма его здание сначала использовалось как библиотека и дом культуры. В 1928 году была разобрана колокольня до нижнего яруса, а само здание перестроено под столовую. Но так как это заведение не пользовалось популярностью, в 1932 году было принято решение здание разобрать, а кирпичи продать для нового строительства. Эти кирпичи использовались при строительстве трёхэтажного 60-квартирного жилого дома по улице Железнодорожной для работников фабрики «Красный текстильщик» (ныне — Кукморский валяльно-войлочный комбинат) и общественной бани.
Место, где стояла Петропавловская церковь, позже было названо площадью Ленина. В 1948 году на ней разбили сад, получивший название Ленинский сад, а также установили памятник Ленину (не сохранился).

### Молитвенный дом (1996—2007)
В 1994 году в Кукморе был возрождена православная община, которая с 1995 года использовала для молитв комнату в здании поселкового совета. Тогда же община получила в своё распоряжение здание бывшей пожарной конторы (Рабочий переулок, 40), в котором был устроен молитвенный дом площадью около 30 кв. метров, освящённый в 1996 году.
В том же 1996 году настоятелем общины был назначен Сергий Елисеев.

### Современный храм (с 2007)
Под началом Сергия Елисеева началась разработка проекта, а затем и строительство нынешней Петропавловской церкви.
Сначала её хотели возвести на месте прежней церкви, разрушенной в 1932 году (в Ленинском саду). Но власти отказали в этом, выделив взамен заброшенный участок на углу Рабочего переулка и улицы Чернышевского. Он был расчищен и в 1998 году здесь установили православный крест. В 2004 году архитектором Вятской епархии Е. Л. Скопиным был разработан проект храма, а 2 ноября 2005 года в его основание был заложен первый камень. Строительство велось почти два года при финансовой поддержке частных лиц и предприятий, в числе последних были Кукморский валяльно-войлочный комбинат, Кукморская швейная фабрика, ОАО «Агрохимсервис», ОАО «ВАМИН Татарстан». К концу лета 2007 года храм был построен, а 1 сентября этого года состоялось его освящение.
В северо-западной части ограды храма установлена ажурная металлическая звонница, которая в 2016 году обрела колокола, отлитые на колокололитейном заводе «Литэкс» в городе Жуковский (Московская область).
В первые 12 лет существования Петропавловской церкви её интерьер был лишён стенописи, но в 2019 году она появилась. В следующем 2020 году в храме были установлены цветные окна, имитирующие витражи.

## Святыни церкви
В Петропавловской церкви в Кукморе находятся три местночтимые иконы:
- список с чудотворной иконы Божией Матери «Милостивая» (Киккская) — приобретена в горном Киккском монастыре (Кипр);
- икона «Христос — Лоза Истинная» — освящена в Кувуклии храма Гроба Господня в Иерусалиме;
- небольшая икона греческого письма святителя Николая — освящена в крипте базилики Святого Николая в Бари.

Также в числе святынь значатся башмачок святителя Спиридона Тримифунтского с острова Корфу и мощи святителя Нектария Эгинского.

## Настоятели
Список настоятелей Петропавловской церкви в Кукморе дореволюционного и советского периодов установлен А. Д. Тумаковым на основании архивных источников (в скобках указаны годы исполнения должности настоятеля):
- Иаков Симеонов (ранее 1771 — после 1810);
- Иоанн Алексеев (1813—1814);
- Григорий Михайлович Рябинин (1815—1826);
- Спиридон Димитриевич Саврушенский (1826—1828);
- Александр Иоаннович Флиоринский (1828—1842);
- Константин Иоаннович Флиоринский (1842—1867);
- Константин Александрович Троицкий (1867—1870);
- Феодор Васильевич Скворцов (1870—1875);
- Сергий Семёнович Гремячкин (1875—1914);
- Леонид Петрович Поликарпов (1914—1918[17]);
- Василий Петрович Петропавловский (1918 — после 1928[18]);
- Сергий Валентинович Елисеев (с 1996 по настоящее время[19]).